# Manna (botanika)

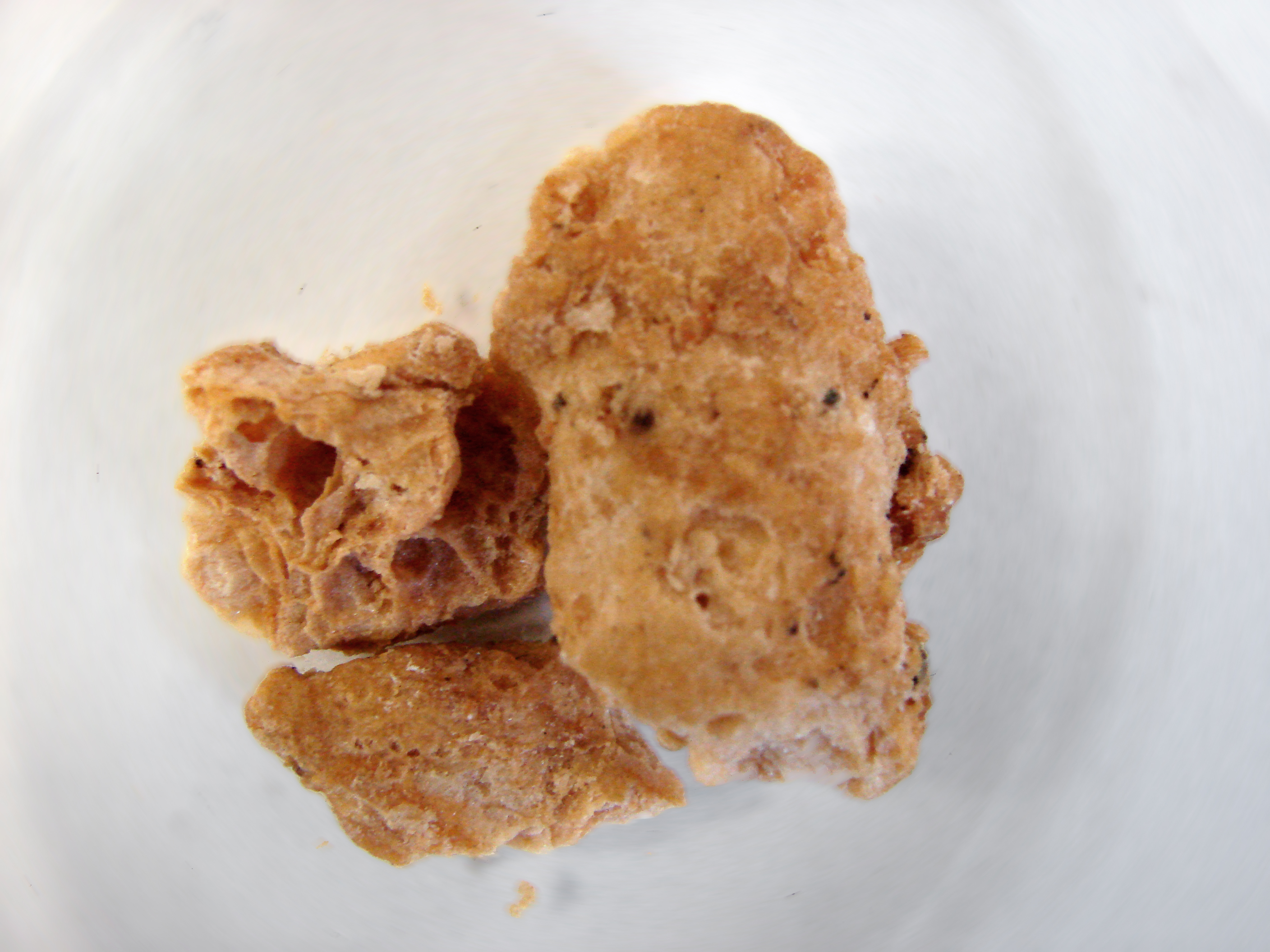
Manna z jesiona mannowego

Manna – jadalne grudki krzepnącego soku wydzielanego przez takie gatunki roślin jak jesion mannowy, tamaryszek francuski i mannowy. Grudki te tworzą się po wycieknięciu i wyschnięciu soku w miejscach nakłutych lub naciętych przez owady. Manna zawiera dużo węglowodanów i alkoholi. Według N.H. Moldenke i A.L. Moldenke (botanicy, znawcy roślin biblijnych) manna wydzielana przez tamaryszka mannowego to biblijna manna, którą przez 40 lat żywili się na pustyni Żydzi po ucieczce z Egiptu.
Podobne słodkie wydzieliny tężejące na powietrzu zbierane są w rejonie Egiptu i Bliskiego Wschodu z różnych gatunków, najważniejszym ich źródłem jest Haloxylon salicornicum.